# Bourg-du-Bost
Bourg-du-Bost település Franciaországban, Dordogne megyében. Lakosainak száma 237 fő (2022. január 1.). Bourg-du-Bost Saint-Séverin, Allemans, Chassaignes, Comberanche-et-Épeluche, Petit-Bersac és Vanxains községekkel határos.

## Népesség
A település népességének változása:
| Lakosok száma | 195  | 188  | 174  | 227  | 239  | 233  | 225  | 218  | 216  | 237  |
|               | 1968 | 1982 | 1990 | 2006 | 2013 | 2015 | 2017 | 2019 | 2020 | 2022 |